# 117 Korpus Strzelecki (ZSRR)
117 Korpus Strzelecki (ros. 117-й стрелковый корпус) – wyższy związek taktyczny Armii Czerwonej.
117 Korpus Piechoty został sformowany w 1943. Jego szlak bojowy prowadził z rejonu Leningradu, przez Tallinn, Mariampol, Chmielnik Jędrzejów, Zawiercie, Opole, Nysę i Strzegom, a zakończył w rejonie Hradec Králové w Czechosłowacji.
W czasie walk na ziemiach polskich 117 Korpusem Piechoty dowodził gen. por. Wasilij Trubaczew. Korpus wchodził w skład 21 Armii i razem z tą armią uczestniczył w walkach zakończonych zdobyciem Zabrza, likwidacją wojsk niemieckich w rejonie Lgoty Bialskiej oraz zdobyciem Nysy 24 marca 1945.

## Dowódcy korpusu
- gen. mjr Wasilij Trubaczew (06.12.1943 – 11.05.1945)[1]

## Struktura organizacyjna
Skład w styczniu 1945 roku:
- 72 Dywizja Piechoty
- 120 Dywizja Piechoty
- 125 Dywizja Piechoty